# Беркеш, Ференц (шахматист)
Ференц Беркеш (венг. Berkes Ferenc; род. 8 августа 1985, Байя) — венгерский шахматист, гроссмейстер (2002). Восьмикратный чемпион Венгрии (2004, 2007, 2010, 2012, 2013, 2014, 2016, 2018), в 2009 году — серебряный призёр. В составе национальной сборной — участник Олимпиад (2004, 2006, 2008, 2010, 2012), в 2008 году завоевал индивидуальную бронзовую медаль на запасной доске. Также участвовал в командных чемпионатах Европы (2003—2021), где в 2013 и 2015 годах завоевал командную бронзовую медаль, а в 2019 году — индивидуальную золотую на 2-й доске. Многократный победитель и призёр сильных международных турниров.
Родился в Байе, но позже переехал в Кечкемет, где продолжил заниматься шахматами. В 1994 году выиграл чемпионат Венгрии до 10 лет, в 2002 году стал чемпионом мира до 18 лет, спустя 2 года занял 2-е место в категории до 20 лет. На Аэрофлот Опен 2004 занял 10-е место.
На Кубке мира 2011 проиграл во 2-м раунде Захару Ефименко.
В 2019 году поделил 3-11 места на чемпионате Европы (итоговое 5-е место).
На Кубке мира 2023 дошёл до 1/8 финала, поочерёдно выбив Пурию Дарини, Бориса Гельфанда, Никиту Витюгова, Руслана Пономарёва, после чего проиграл Рамешбабу Прагнанандхе.
Долгое время помогал ведущему венгерскому шахматисту Петеру Леко. Беркеш женат, семья воспитывает двоих детей.